# Arzting
Arzting ist ein Gemeindeteil der Gemeinde Grafling im Landkreis Deggendorf im Osten Niederbayerns.

## Geografie
Arzting ist einer der Hauptorte von Grafling, in dem Wohnbebauung und landwirtschaftliche Anwesen vorherrschen.
Durch den Ort fließt der Arztinger Bach, der in den Totenbach mündet.

## Wirtschaft und Infrastruktur

### Unternehmen
Im Ort befinden sich ein Hotel und eine SB-Filiale der Sparkasse. Ende Februar 2022 schloss die Allgemeinarztpraxis.

### Verkehr
Der Ort liegt direkt an der Bundesstraße 11, einem Teil der Europastraße 53.
Seit 15. Dezember 2013 bedient die Waldbahn den neu eingerichteten Haltepunkt Grafling-Arzting an der Bahnstrecke Plattling–Bayerisch Eisenstein im Stundentakt.